# クロカジキ
クロカジキ （黒梶木）、学名 Makaira mazara は、スズキ目マカジキ科に属する魚の一種。インド太平洋に産する大型のカジキで食用に漁獲されるほか、スポーツフィッシングの対象魚としても人気が高い。
標準和名は和歌山県田辺市周辺での呼び名にちなむ。他の日本での地方名はクロカワカジキ、クロカワ（東京）、クロマザアラ（神奈川）、クダマキ（高知）、カツオクイなどがある。

## 特徴
成魚は全長2.5m・体重100kgほどのものが多いが、まれに全長4m・体重600kgを超えることもある。メスがオスより大きい。
体は前後に細長く、側扁する。他のカジキ同様に上顎が前方に長く尖り、吻を形成する。第1背鰭は全体的に低いが、前方だけは鎌状に高い。胸鰭根元の関節は固定されず、胸鰭は上下に動く。腹鰭は紐状だが、胸鰭よりも短い。全身の皮下には細長い小さな鱗がある。側線は複数の弧状になって繋がる。背面は濃い藍色で、体側には水色の横縞が十数本走る。
類似種のシロカジキとは胸鰭が上下に動くこと、マカジキやバショウカジキとは第一背鰭がそれほど高くないこと、腹鰭が短いことなどで区別できる。また、大西洋産のニシクロカジキ M. nigricans (Lacépède,1802) は本種とよく似ているが、側線が網目状である。

## 生態
インド太平洋の熱帯・亜熱帯海域に広く分布する。日本近海では本州南部太平洋岸から九州北岸・朝鮮半島南岸まで分布し、日本産カジキ類の中では特に高温を好む特徴がある。
沿岸にはあまり接近せず、外洋表層を回遊しながらイカや魚を捕食する。カツオを襲うこともあり、「カツオクイ」（鰹喰い）の異名も持つ。産卵は4月-8月頃にフィリピン・台湾東方海域で行われる。

## 和名
死ぬ直前に体色が鮮やかな青になることから英語では"Blue marlin"（ブルーマーリン）と呼ばれるが、死後には黒くなることから和名では「クロカジキ」となる。

## 利用
マグロ延縄や突きん棒、引き縄（トローリング）などで漁獲される。肉は淡紅色の赤身で、春・夏が旬とされる。刺身、寿司種、唐揚げなどに用いられる。